# Adolfo Kolping
Adolfo Kolping (en alemán, Adolph Kolping) (8 de diciembre de 1813 en Kerpen, cerca de Colonia-4 de diciembre de 1865, Colonia), fue un sacerdote católico alemán. 
Kolping creció como el hijo de un pastor. A sus 18 años fue a Colonia, donde fue asistente de zapatero. Quedó conmocionado por las condiciones de vida de la mayoría de los ciudadanos, motivo por el que se convirtió en cura. A la edad de 23 años asistió a un colegio de secundaria alemán y después estudió Teología en Múnich, Bonn y Colonia. Fundó la “Congregación Pequeños Artesanos Católicos de San José de Colonia” (también conocido como “Kolpingwerk”, y "Obra Kolping" en español), que tiene más de 275.000 miembros y 2.730 locales haciendo de esta la mayor federación social de Alemania. El 27 de octubre de 1991 fue beatificado por el Papa Juan Pablo II.
Su obra dispone de casas de acogida en todo el mundo (Kolping House)